# Brownsville (Tennessee)
Pour les articles homonymes, voir Brownsville.
Brownsville est le siège du comté de Haywood au Tennessee aux États-Unis.

## Histoire
La ville est nommée d'après Jacob Jennings Brown, officier américain de la guerre anglo-américaine de 1812.

## Démographie
En 2010, la population de la ville s'élevait à 10 292 habitants.

## Personnalités
La chanteuse Tina Turner (1939-2023) est née à Brownsville.